# 1. florbalová liga žen 2000/2001
1. florbalová liga žen 2000/2001 byla 7. ročníkem nejvyšší ženské florbalové soutěže v Česku.
Soutěž odehrálo 10 týmů systémem dvakrát každý s každým. První čtyři týmy postoupily do play-off. Poslední dva týmy sestoupily.
Vítězem ročníku se poprvé stal tým FBC Liberec CG po porážce týmu 1. HFK Děkanka Inservis ve finále.
Nováčky v této sezoně byly týmy FBC Raiffeisen Žďár n/S a Slavia TU Liberec. Oba týmy hrály nejvyšší soutěž poprvé a ani jeden se v soutěži neudržel.

## Základní část
| Poř. | Tým                      | Záp. | Výh. | Rem. | Pro. | Branky   | Body |
| ---- | ------------------------ | ---- | ---- | ---- | ---- | -------- | ---- |
| 1.   | 1. HFK Děkanka Inservis  | 18   | 14   | 2    | 2    | 87 : 271 | 30   |
| 2.   | FBC Liberec CG           | 18   | 13   | 3    | 2    | 99 : 391 | 29   |
| 3.   | 1. SC SSK Vítkovice      | 18   | 13   | 1    | 4    | 78 : 311 | 27   |
| 4.   | Tatran Střešovice        | 18   | 10   | 3    | 5    | 68 : 361 | 23   |
| 5.   | RFK Pohoda Praha         | 18   | 9    | 2    | 7    | 49 : 551 | 20   |
| 6.   | AC Sparta Praha C.I.E.B. | 18   | 7    | 2    | 9    | 47 : 521 | 16   |
| 7.   | VSK FS Bulldogs Brno     | 18   | 5    | 3    | 10   | 37 : 441 | 13   |
| 8.   | VSK VŠB-TU Ostrava       | 18   | 5    | 1    | 12   | 44 : 881 | 11   |
| 9.   | FBC Raiffeisen Žďár n/S  | 18   | 2    | 3    | 13   | 35 : 741 | 7    |
| 10.  | Slavia TU Liberec        | 18   | 1    | 2    | 15   | 23 : 121 | 4    |

## Play-off
Jednotlivá kola play-off se hrála na dva vítězné zápasy. O třetí místo se hrál jeden zápas.

### Pavouk
|  | Semifinále              | Semifinále     |                         |   | Finále | Finále |
|  |                         |                |                         |   |        |        |
|  |                         |                |                         |   |        |        |
|  | 1. HFK Děkanka Inservis | 2              |                         |   |        |        |
|  | 1. HFK Děkanka Inservis | 2              |                         |   |        |        |
|  | Tatran Střešovice       | 1              |                         |   |        |        |
|  | Tatran Střešovice       | 1              | 1. HFK Děkanka Inservis | 1 |        |        |
|  |                         |                | 1. HFK Děkanka Inservis | 1 |        |        |
|  |                         | FBC Liberec CG | 2                       |   |        |        |
|  | FBC Liberec CG          | FBC Liberec CG | 2                       | 2 |        |        |
|  | FBC Liberec CG          |                |                         | 2 |        |        |
|  | 1. SC SSK Vítkovice     | 1              |                         |   |        |        |

### Semifinále
1. HFK Děkanka Inservis – Tatran Střešovice 2 : 1 na zápasy
- Tatran – Děkanka 2 : 3 (1:0, 0:2, 1:1)
- Děkanka – Tatran 0 : 1 (0:0, 0:1, 0:0)
- Děkanka – Tatran 2 : 1 (1:1, 0:0, 1:0)

FBC Liberec CG – 1. SC SSK Vítkovice 2 : 1 na zápasy
- Vítkovice – FBC Liberec 3 : 1 (2:0, 1:0, 0:1)
- FBC Liberec – Vítkovice 6 : 3 (3:2, 3:1, 0:0)

### Finále
1. HFK Děkanka Inservis – FBC Liberec CG 1 : 2 na zápasy
- FBC Liberec – Děkanka 3 : 2 (0:1, 1:0, 2:1)
- Děkanka – FBC Liberec 2 : 0 (1:0, 0:0, 1:0)
- Děkanka – FBC Liberec 2 : 4 (1:2, 0:2, 1:0)

### O 3. místo
1. SC SSK Vítkovice – Tatran Střešovice 3 : 2 (1:1, 2:1, 1:0)

### Konečná tabulka
| Pořadí           | Tým                     |
| ---------------- | ----------------------- |
| Zlatá medaile    | FBC Liberec CG          |
| Stříbrná medaile | 1. HFK Děkanka Inservis |
| Bronzová medaile | 1. SC SSK Vítkovice     |
| 4.               | Tatran Střešovice       |